# Wańka-wstańka

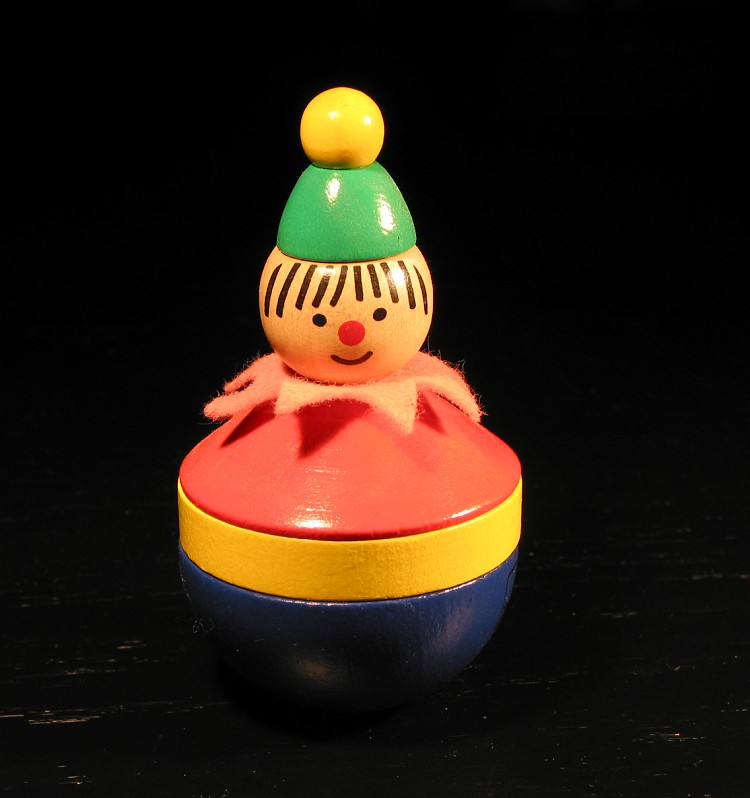
Drewniana wańka-wstańka przedstawiająca pajaca

Bańka-wstańka – zabawka, która poruszona klebie się na boki, lecz nigdy się nie przewraca. Po wychyleniu samoistnie odzyskuje równowagę i wraca do pionowej orientacji wyjściowej, gdyż jej podstawa jest okrągła i w środku ma ciężarek, natomiast głowa jest lekka w porównaniu z resztą figurki. Stabilność zabawka zawdzięcza więc nierównomiernemu rozkładowi masy: jej środek znajduje się blisko podłoża, na którym stoi. 
Z wyglądu wańka-wstańka może przedstawiać rosyjską matrioszkę, marynarza, zwierzę lub postać z bajek dla dzieci. Przy przechylaniu się na boki może wydawać różne dźwięki. Najczęściej jest wykonana z kolorowego plastiku lub z drewna; może być pokryta miękkim materiałem.
W języku potocznym można też spotkać inne określenia: mańka-wstańka, bańka-wstańka, kolebok i niewalaszka (jest to nazwa spolszczona; oryginalna nazwa rosyjska: неваляшка).
Zabawka cieszyła się popularnością w latach 70. XX wieku w czasach PRL-u – m.in. była przywożona z ZSRR przez osoby jeżdżące na handel.
Współcześnie w handlu można spotkać również wańki-wstańki pełniące funkcję gadżetu lub elementu dekoracyjnego do mieszkań.
Przeciwieństwem Wańki-wstańki jest wańka-przewracanka, czyli lalka z wysoko umiejscowionym środkiem ciężkości.